# Jamal Airlines

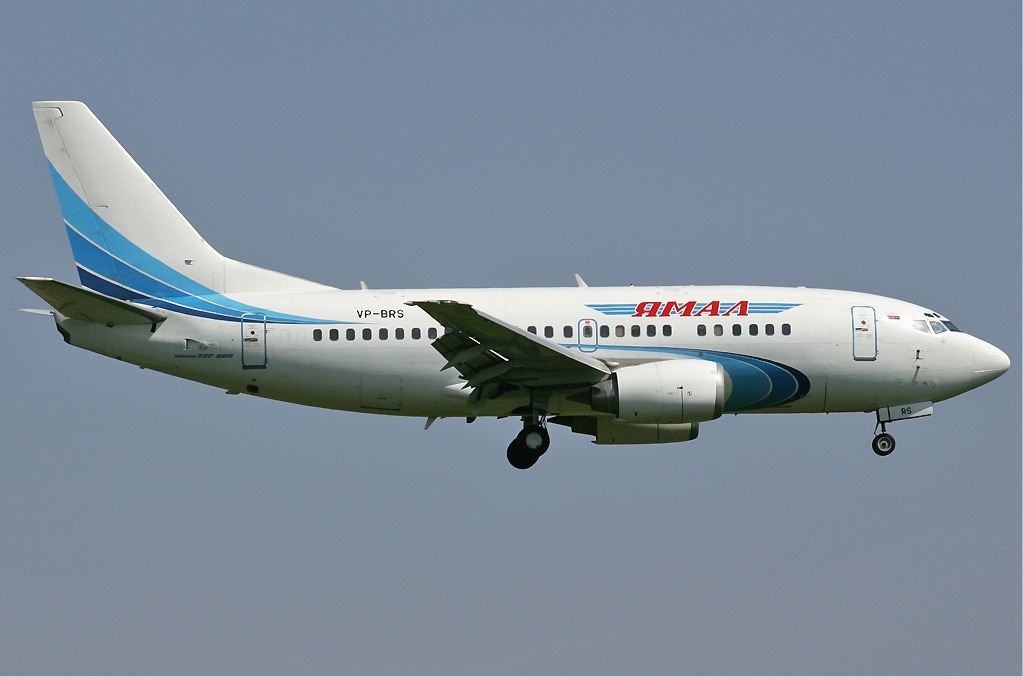
Boeing 737-500 nella livrea Jamal Airlines.

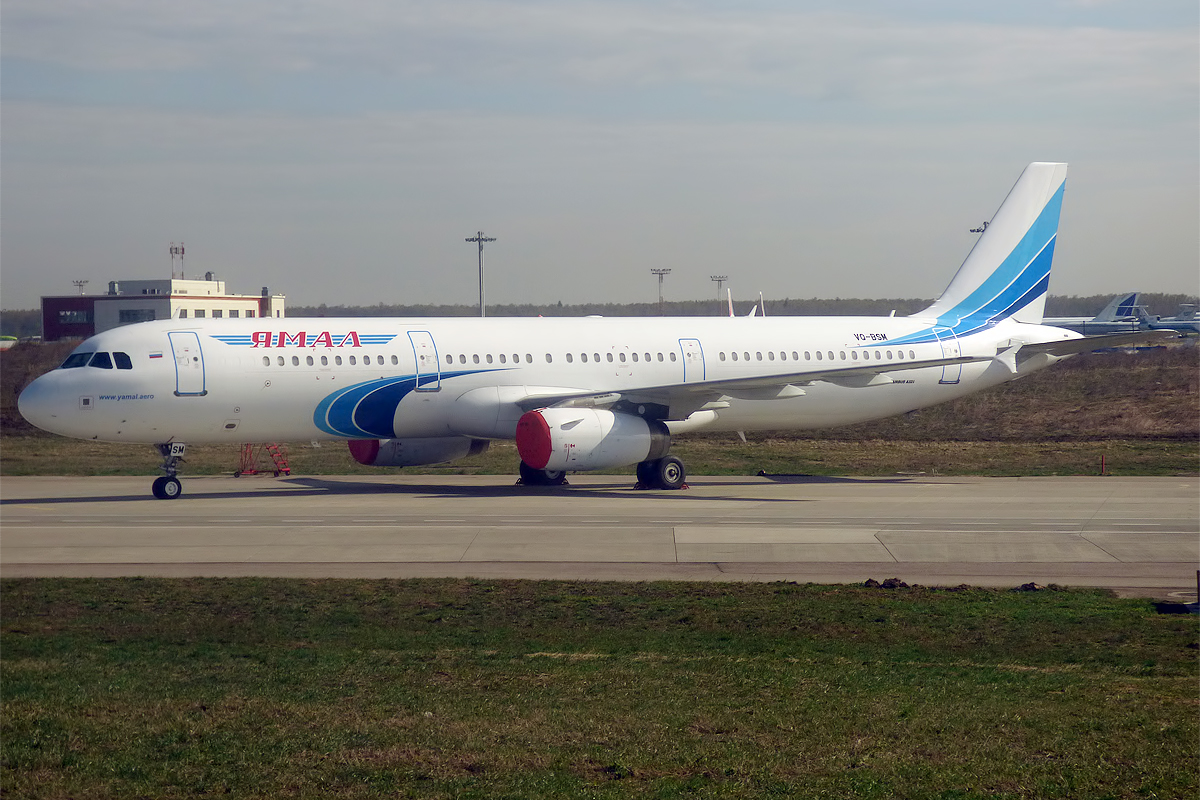
Airbus A321-200 nella livrea Jamal Airlines.

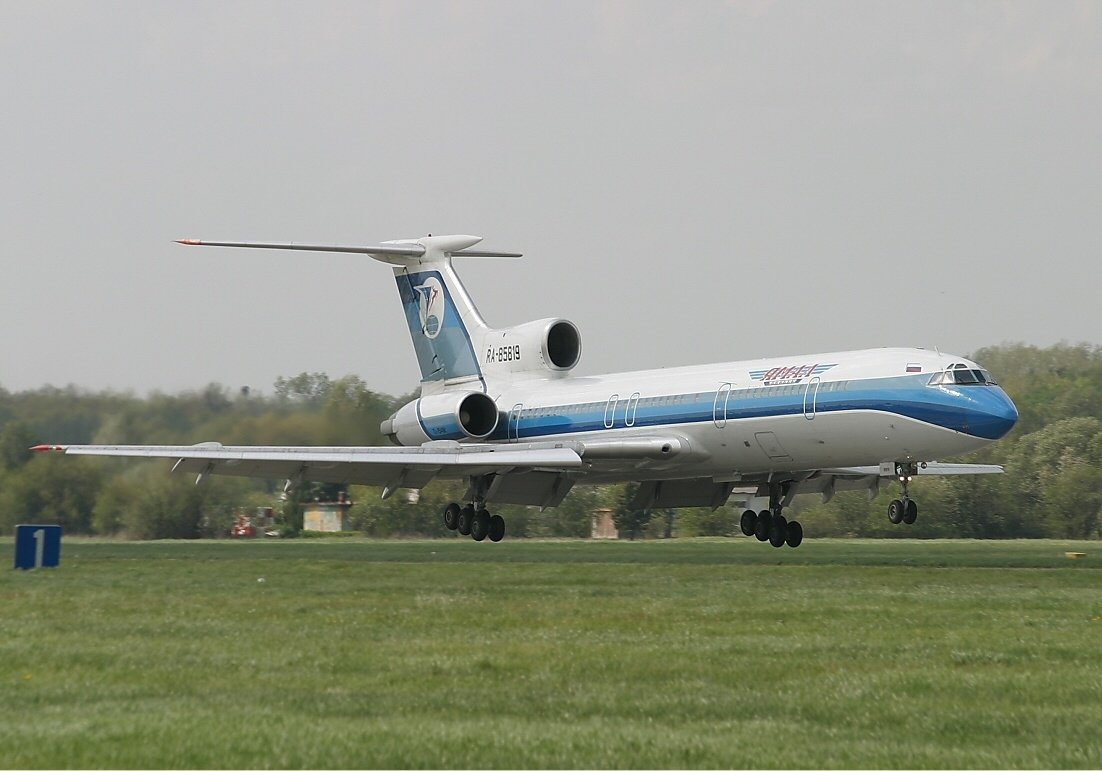
Tupolev Tu-154M nella livrea storica della Jamal Airlines.

La Jamal Airlines (in cirillico: ЯМАЛ авиационная трансп. компания) è una compagnia aerea russa con base tecnica all'Aeroporto di Tjumen'-Roščino (USTR), con sede all'Aeroporto di Salechard (USDD), sul Circolo polare artico, nella Siberia nord-occidentale, nel Circondario autonomo Jamalo-Nenec, in Russia.

## Storia
- La compagnia aerea russa Jamal Airlines è stata fondata nel marzo 1997.
- Nel 1997 entrano in servizio i primi elicotteri Mil Mi-8 e gli aerei Yakovlev Yak-40.
- Nel 1998 la flotta della compagnia si amplia con i primi Antonov An-74 e Tupolev Tu-134.
- Nel 1999 entra in servizio il primo Tupolev Tu-154M e la compagnia effettua il primo volo internazionale.
- Nel 2000 alla Salechard arriva il primo Antonov An-24.
- Nel 2003 entrano in servizio gli aerei Yakovlev Yak-18T e Antonov An-26-100.
- Nel 2004 la flotta della compagnia aerea della Jamalia si amplia con gli elicotteri Mil Mi-8MTB-1.
- Nel maggio 2016 entra in servizio sulla rotta Salechard-Mosca-Domodedovo il primo Sukhoi Superjet 100-95LR della Jamal Airlines.

## Strategia
La compagnia aerea è la compagnia di bandiera della Jamalia e una delle principali compagnie aeree della Siberia occidentale. La compagnia aerea russa Jamal Airlines è di proprietà dello Stato. La Jamal Airlines dispone nella flotta di aerei per il trasporto passeggeri e per il trasporto cargo. La compagnia aerea ha una rete di voli charter domestici ed internazionali. L'attività di trasporto regionale è effettuata con la flotta di elicotteri Mil Mi-8 della compagnia aerea e con aerei a breve raggio.

## Flotta nel 2016
Aerei
- 7 Airbus A320-214
- 2 Antonov An-24RV
- 1 Antonov An-26B-100
- 3 Boeing 737-400
- 7 Boeing 737-500[2]
- 2 Bombardier Challenger 850
- 8 Bombardier CRJ-200
- 2 Let L 410
- 1 Sukhoi Superjet 100

Elicotteri
- 1 Eurocopter EC 135 T2
- 40 Mil Mi-8MTV-1/P/PS/T

## Ordinazioni
- Antonov An-140-100[3]
- Bombardier CRJ-200[4]

## Flotta storica
- Antonov An-74
- Tupolev Tu-134
- Tupolev Tu-154M
- Tupolev Tu-154B-2
- Yakovlev Yak-18T
- Yakovlev Yak-40

## Accordi commerciali
- Zapoljar'e Aviakompanija (Noril'sk)[5]

## Incidenti
Il 24 marzo 2013 i piloti dell'Airbus A319 della Jamal Airlines che effettuava il volo di linea YC-145 sulla rotta Tjumen'-Novyj Urengoj hanno udito i rumori di un oggetto che sbatteva sulla fusoliera in fase d'atterraggio dell'aereo. L'ispezione visiva dell'aereo dopo l'atterraggio ha confermato che il distacco dell'alettone dell'ala destra dell'aereo ha provocato il rumore. La Procura ha aperto un'inchiesta per stabilire le cause dell'incidente. Nessuno fra i passeggeri ha riportato i danni in seguito all'incidente.